# Ловзар
Ло́взар (чеч. — игра, свадьба) — чеченский детский ансамбль народного танца, победитель многих международных конкурсов. Руководит ансамблем его создатель, Заслуженный деятель искусств Чеченской Республики Магомед Тахаев.

## История
Ансамбль был создан в 1983 году в Республиканском Дворце пионеров Грозного Магомедом и Тамилой Тахаевыми. В связи с военными действиями в Чечне с осени 1994 года ансамбль прекратил работу. В июне 1995 года работа была возобновлена. Детей вывезли в Нальчик.
В 1998 году за пропаганду и развитие национальной культуры был присвоен статус Государственного детского ансамбля.
У ансамбля долгое время не было ни костюмов для выступлений, ни постоянной репетиционной базы. Председатель Госсовета Чеченской Республики Малик Сайдуллаев взял детей под свою опеку и решил стоявшие перед ансамблем проблемы.
В январе 2001 года ансамбль показал свою новую программу на международном фестивале в Москве и завоевал признание зрителей. После этого он получил многочисленные приглашения на участие в фестивалях в России и за рубежом. В настоящее время ансамбль выступает с неизменным успехом, много гастролирует, продолжает побеждать в танцевальных конкурсах и фестивалях.

## Конкурсы и фестивали
- 1996 год — дипломант международного фестиваля в Варне.
- 1997 год — дипломант международного фестиваля в Турции (Чорум, Турхал).
- 1998 год — лауреат международного фестиваля, посвященного 75-й годовщине Турецкой Республики.
- 2000 год — лауреат 5 международного фестиваля «Ярославские гуляния» (Ярославль).
- 2001 год — участие в международном фестивале в Москве.
- 2001 год — выступление на сцене «Royal Festival Hall» в Лондоне.
- Декабрь 2001 года — «Гран-при» международного фестиваля «Культура во имя мира» в Ярославле.
- 7 апреля 2003 года — презентация программы «Танцы народов Кавказа» в Кремлёвском Дворце.
- 2014 год — участие в польском телевизионном шоу «Mam talent» (финал)[1].